# Barnepigerne
|  | Denne artikel er oprettet af botten Steenthbot ud fra en ekstern database. Den kan derfor have sproglige fejl eller mangler. Denne skabelon kan fjernes efter kontrol af indholdet. |

Barnepigerne er en dansk dokumentarfilm fra 2020 instrueret af Signe Barvild Stæhr.

## Handling
I filmen vender filmskaberen Signe Barvild Stæhr tilbage til tabet af sin mor, da hun selv var blot fem år gammel, og hun rekonstruerer sin barndom i 1980’ernes forstadskøbenhavn i en performativ dokumentar. Signe bladrer gennem gamle fotos og diskuterer dem med sin far, som oven på Signes mors død overlod Signe til skiftende barnepiger. Barnepigerne flyttede ind hos Signe og faren i kortere perioder, og deres afsked betød mere smerte og mindre tryghed for Signe. Men meget står uklart i både hendes og farens erindring, og Signe beslutter sig for at opsøge barnepigerne.

## Medvirkende
- Amanda Fernández-Hansen
- Betina Grove
- Ghita Rakeshkumar Patel
- Helena Rieland
- Ida Friberg Larsen
- Ivalu Johanne Skov Kristensen
- Maryam Saleem
- Maria Lu Ostermann
- Michala Djurskov
- Mette Maria Ahrenkiel
- Mona Wadie
- Olivia Hahn Reichstein
- Rikke Beck Hansen
- Rukuya El-seelawi
- Sarah Cecilie Jensen
- Signe Kargaard
- Vera Hesselholt Bernier
- Weronika Laskowska
- Zainab Momito Zillah